# ユーゴスラビア紛争
ユーゴスラビア紛争（ユーゴスラビアふんそう）は、ユーゴスラビア社会主義連邦共和国解体の過程で起こった一連の内戦である。1991年から2001年まで主要な紛争が継続した。
なお、セルビアはコソボの独立宣言を2025年時点でも認めておらず、政治的・民族的対立は一部地域で現在も続いている。

## 経緯

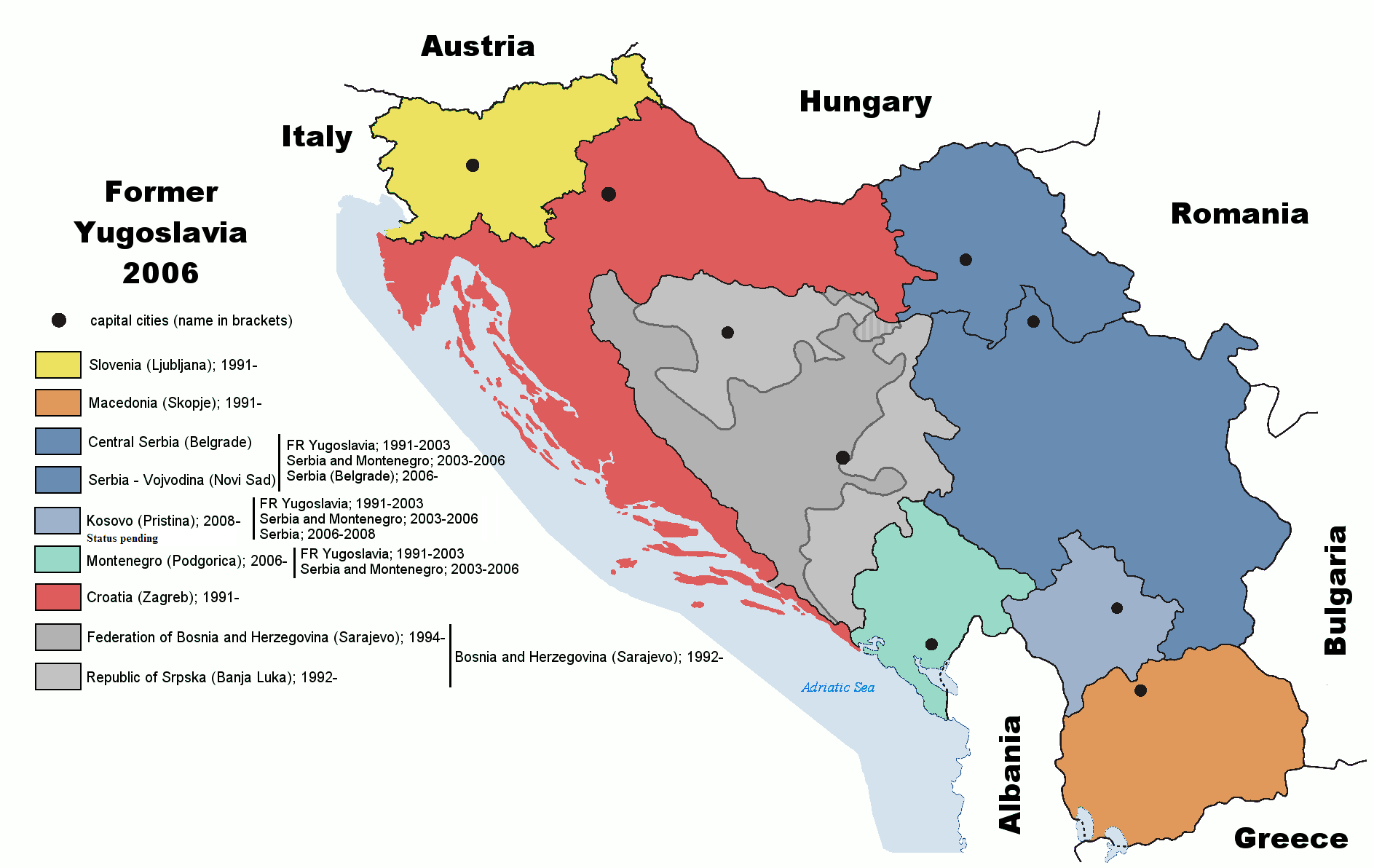
ユーゴスラビアの地図。黄色がスロベニア、赤がクロアチア、濃灰色と灰色がボスニア・ヘルツェゴビナ（灰色はスルプスカ共和国、濃灰色はボスニア・ヘルツェゴビナ連邦）、青がセルビア（北側がヴォイヴォディナ自治州）、薄青色がコソボ、薄緑色がモンテネグロ、オレンジ色が北マケドニアである。

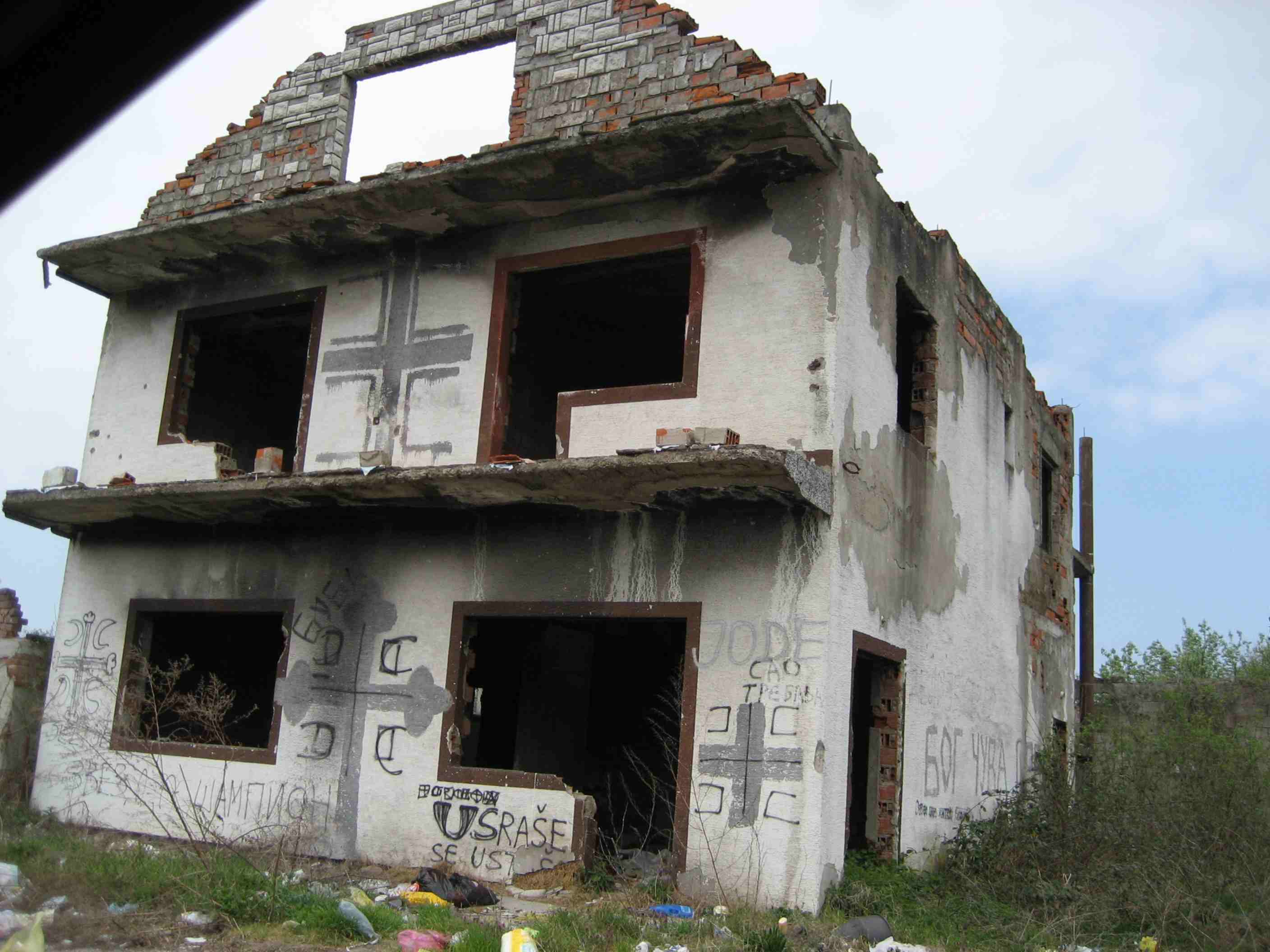
被害にあった建物

第一次世界大戦後、敗戦したオーストリア＝ハンガリー帝国は解体され、バルカン半島西部にセルビア王国主導の下ユーゴスラビア王国が1918年に誕生した。建国時から多民族国家であり、主導的な立場のセルビア人に対するクロアチア人ら他民族の反感といった問題が存在していた。第二次世界大戦でユーゴスラビア王国はナチス・ドイツやイタリアなどの枢軸国に侵攻され、侵攻に参加した各国に併合された地域や占領地、傀儡政権の支配地域に分断された。ヨシップ・ブロズ・チトーは民族を超えてユーゴスラビア・パルチザンを率いて枢軸国と戦ったものの、クロアチア独立国のウスタシャがセルビア人を虐殺し、一方で崩壊したユーゴスラビア王国軍のセルビア人将兵が組織したチェトニックはパルチザンやクロアチア人を攻撃した。クロアチア・セルビア双方の民族主義者による敵対勢力への蛮行は遺恨を残し、後のユーゴスラビア内戦においても論争の的になった。
パルチザンはイギリス軍などの連合国側の支援を受け、枢軸軍を駆逐してユーゴスラビアの独立と統一を回復し、王制ではないユーゴスラビア社会主義連邦共和国を建国した。この国家は、後に「七つの国境、六つの共和国、五つの民族、四つの言語、三つの宗教、二つの文字、一つの国家」と言われる程の多様性を内包していた。
戦後の世界ではアメリカ合衆国を中心とする西側陣営とソビエト連邦（ソ連）を中心とする東側陣営が対立する冷戦が始まった。ユーゴスラビアはチトーが共産主義者であり東側陣営に属するが、ポーランドやハンガリー、ルーマニアなどの東欧諸国とは違いソ連の衛星国では無く、自主管理社会主義を掲げる独自の社会主義国家としての地位を保っていた。チトーのカリスマ性と「兄弟愛と統一」の理念に基づく国内融和政策によって、国内の民族主義者の活動は抑制され、ユーゴスラビアに統一がもたらされていた。

### ユーゴスラビアが解体されるまで
1990年近くになると、ソ連国内においてはミハイル・ゴルバチョフ指導による民主化が進み、ベルリンの壁崩壊やルーマニアにおけるニコラエ・チャウシェスク処刑（ルーマニア革命）に代表される東欧民主化で東側諸国に民主化が広がり、社会主義政権が相次ぎ崩壊した。ユーゴにおいてもユーゴスラビア共産党による一党独裁を廃止して自由選挙を行うことを決定し、ユーゴを構成する各国ではチトー時代の体制からの脱却を開始する。また、各国ではスロボダン・ミロシェヴィッチ（セルビア）やフラニョ・トゥジマン（クロアチア）に代表されるような民族主義者が政権を握り始めていた。ユーゴの中心であるセルビア共和国では大セルビア主義を掲げたスロボダン・ミロシェヴィッチが大統領となり、アルバニア系住民の多いコソボ社会主義自治州の併合を強行しようとすると、コソボは反発して1990年7月に独立を宣言。これをきっかけにユーゴスラビア国内は内戦状態となった。
1991年6月に文化的・宗教的に西欧・中欧に近いスロベニアが10日間の戦闘により短期間で独立を達成し（十日間戦争）、次いでマケドニアが独立。ついで歴史を通じてセルビアと最も対立していたクロアチアが激しい戦争を経て独立した（クロアチア紛争）。ボスニア・ヘルツェゴビナは1992年に独立したが、国内のセルビア人がボスニアからの独立を目指して戦争を繰り返した（ボスニア・ヘルツェゴビナ紛争）。セルビア国内でもコソボ自治州が独立を目指したが、セルビアの軍事侵攻によって戦争となった（コソボ紛争）。その後、コソボ地域のアルバニア系住民がマケドニア国内に難民として大量に押し寄せていたことから、マケドニアにも飛び火した（マケドニア紛争）。
スロベニアやマケドニアが比較的スムーズに独立を達成した一方で、ボスニア・ヘルツェゴビナやクロアチア東部、コソボでは、スレブレニツァの虐殺のような凄惨なジェノサイド、レイプ、追放による民族浄化が起きた。こうした戦争犯罪の一部は、旧ユーゴスラビア国際戦犯法廷で裁かれた。
ユーゴスラビアは建国時から各民族が入り混じって暮らし、第二次世界大戦後に平和裏の移住や民族間の結婚が進んだ。こうした状況下で、セルビア人やクロアチア人などが同じ民族を集めた民族国家を形成しようとすれば、「虐殺と同化あるいは住民の大規模な強制移住なしには不可能である」にもかかわらず、それを実行しようとしたため、上記のような深刻な人道的危機がもたらされた。また、ユーゴスラビアは国土防衛ドクトリンとしてトータル・ナショナル・ディフェンスを採用しており、平時から武器類が自主管理組織によって管理されていたことや、市民がそれらの扱いを知っていたことが紛争激化の要因の一つとなった。
紛争は各国・勢力間の軍事的勝敗（嵐作戦）や交渉・合意のほか、北大西洋条約機構（NATO）や国際連合の介入により収束した。

### 主な紛争
- スロベニア紛争（十日間戦争）（1991年）
  - スロベニアがユーゴスラビアからの離脱・独立を目指した紛争。規模は拡大せずに10日で解決した。十日戦争、あるいは独立戦争。
- クロアチア紛争（1991年 – 1995年）
  - クロアチアがユーゴスラビアからの離脱・独立を目指した紛争。ボスニア紛争と絡んで紛争は泥沼の様相を呈したが、4年の紛争の末に独立を獲得した。
- ボスニア・ヘルツェゴビナ紛争（ボスニア紛争）（1992年 – 1995年）　
  - ボスニア・ヘルツェゴヴィナがユーゴスラビアからの離脱・独立を目指した紛争。国内のボシュニャク人・クロアチア人・セルビア人が激しい戦闘を繰り広げた。
- コソボ紛争（1996年 - 1999年）
  - コソボ自治州がセルビアから分離・独立を目指しした紛争。
- マケドニア紛争（2001年）

## 関連作品

### 小説
- 楠見朋彦 『零歳の詩人』 集英社、1999年。ISBN 4-087-74448-5。
- 米澤穂信 『さよなら妖精』 東京創元社〈ミステリ・フロンティア〉、2004年。ISBN 4-488-01703-7。 ※舞台は日本である。崩壊前のユーゴから来日した少女の出身国を巡る謎解き。
- 島田荘司 『リベルタスの寓話』 講談社、2007年。ISBN 4-062-14276-7。

### 映画
- ブコバルに手紙は届かない（ボーロ・ドラシュコビッチ監督、1994年 出演：ミリャナ・ヤコヴィッチほか）
- ビフォア・ザ・レイン（ミルチョ・マンチェフスキ監督、1994年 出演：グレゴワール・コランほか）
- アンダーグラウンド（エミール・クストリッツァ監督、1995年 出演：ミキ・マノイロヴィッチほか）
- ユリシーズの瞳（テオ・アンゲロプロス監督、1996年 出演：ハーヴェイ・カイテルほか）
- ウェルカム・トゥ・サラエボ（マイケル・ウィンターボトム監督、1997年 出演：スティーヴン・ディレインほか）
- 戦場のジャーナリスト（エリ・シュラキ監督、2001年 出演：アンディ・マクダウェルほか）
- ノー・マンズ・ランド（ダニス・タノヴィッチ監督、2001年 出演：ブランコ・ジュリッチほか）
- サラエボの花（ヤスミラ・ジュバニッチ監督、2006年 出演：ミリャナ・カラノヴィッチほか）
- 灼熱（ダリボル・マタニッチ監督、2015年 出演:ティハナ・ラゾヴィッチ、ゴーラン・マルコヴィッチほか）
- バルカン・クライシス（アンドレイ・ヴォールギン監督、2019年 出演：アントン・パンプーシュニーほか）
- アイダよ、何処へ?（ヤスミラ・ジュバニッチ監督、2020年 出演：ヤスナ・ジュリチッチほか）

### 音楽
- ユーゴスラビア(ru)（作詞：О. ジュラヴリョーワ、作曲：А. ヴォイチンスキー(ru)、唄：t.A.T.u　※但し、発表当時はユーリャ・ヴォルコヴァはまだ加入しておらず、リェーナ・カーチナのソロである。）
- 鳥のために（混声合唱組曲。作詩：山崎佳代子、作曲：松下 耕 1999年）